# Firmiana pulcherrima
Firmiana pulcherrima är en malvaväxtart som beskrevs av Hsue. Firmiana pulcherrima ingår i släktet Firmiana och familjen malvaväxter. Inga underarter finns listade i Catalogue of Life.